# Eunice Gayson

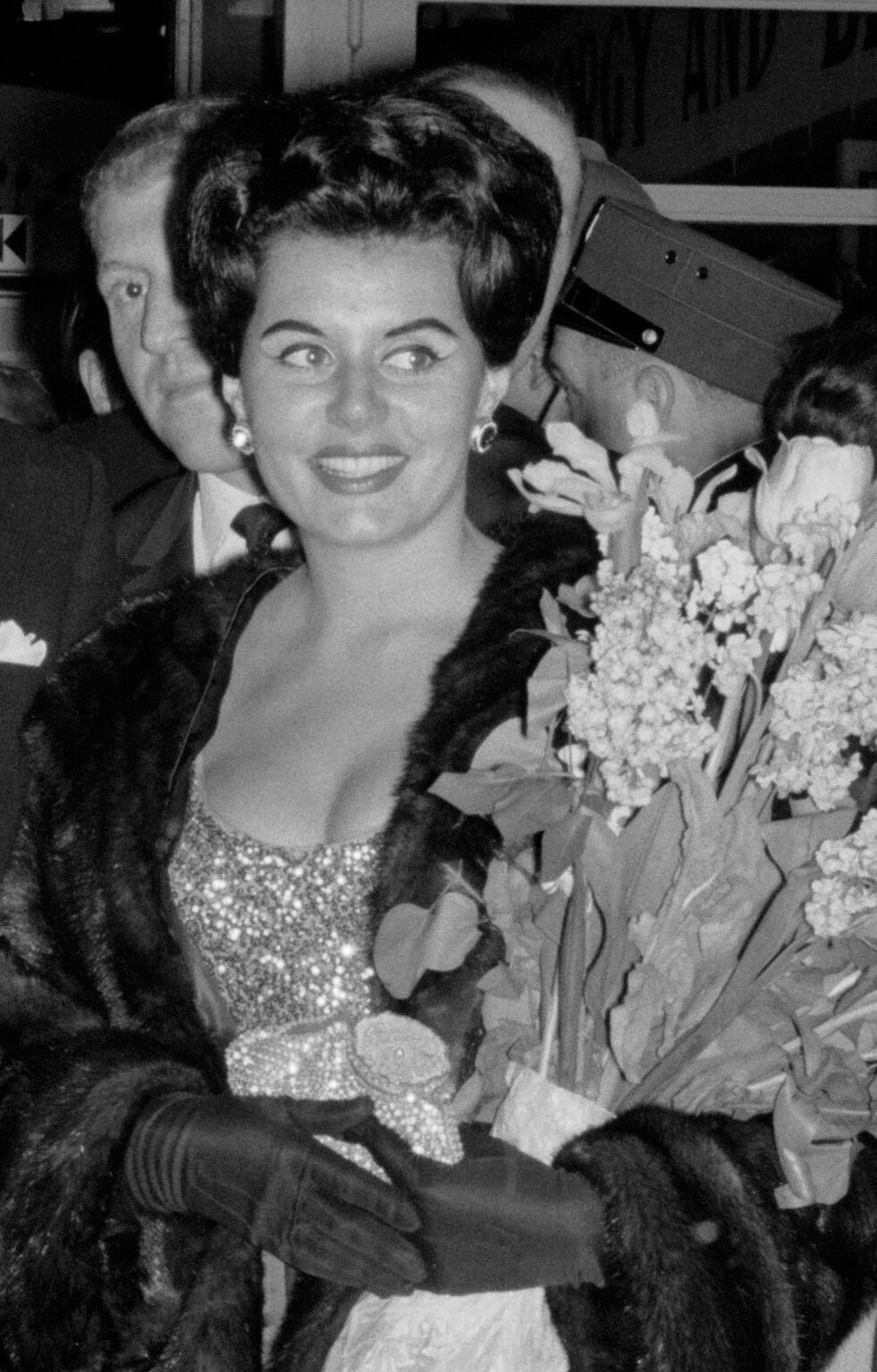
Eunice Gayson, Premiere von Porgy and Bess, 1960

Eunice Gayson (* 17. März 1928 in Croydon, Surrey; † 8. Juni 2018) war eine britische Schauspielerin.

## Karriere
In ihrer bekanntesten Rolle spielte sie als Sylvia Trench neben Sean Connery die Freundin James Bonds in den ersten beiden James-Bond-Filmen Dr. No und Liebesgrüße aus Moskau. Ursprünglich war sie für die Rolle der Miss Moneypenny vorgesehen, die dann jedoch von Lois Maxwell verkörpert wurde. Es war zunächst geplant, dass sie regelmäßig in Bond-Filmen auftreten sollte (Ein Running Gag sollte werden, dass Bond immer, bevor es zu Intimitäten mit ihr kommt, zu seinem nächsten Auftrag gerufen wird). Die Rolle der Sylvia Trench wurde dann jedoch fallengelassen. Wie bei fast allen Schauspielerinnen, die in den ersten beiden Bond-Filmen auftraten, wurde auch ihre Stimme durch die einer nicht genannten Schauspielerin ersetzt (Nikki van der Zyl lieh ihr die Stimme). Im Originaltrailer von Dr. No ist jedoch ihre eigene Stimme zu hören. Da sie in Dr. No noch vor der Hauptdarstellerin Ursula Andress ihre Szenen mit Bond hat, wird sie gelegentlich auch als „erstes Bondgirl“ gesehen.
Insgesamt spielte Gayson zwischen 1948 und 1973 in über 60 Film- und Fernsehproduktionen. Sie war zweimal verheiratet. Gaysons Tochter Kate (* 1971) erschien Jahrzehnte später in einer Casino-Szene im 1995 gedrehten Bond-Film GoldenEye.

## Filmografie (Auswahl)
- 1948: Mein Bruder Jonathan (My Brother Jonathan)
- 1950: To Have and to Hold
- 1951: La belle Hélène (Fernsehfilm)
- 1952: Miss Robin Hood
- 1953: An der Straßenecke (Street Corner)
- 1954; 1955: The Vise (Fernsehserie, 3 Folgen)
- 1954: Zum Tanzen geboren (Dance Little Lady)
- 1955: Out of the Clouds
- 1956: Zarak Khan (Zarak)
- 1956: The Last Man to Hang?
- 1957: Carry On Admiral
- 1957: Leichte Finger (Light Fingers)
- 1958: Frankensteins Rache (The Revenge of Frankenstein)
- 1962: James Bond – 007 jagt Dr. No (Dr. No)
- 1963: Liebesgrüße aus Moskau (From Russia with Love)
- 1964: Geheimauftrag für John Drake (Danger Man, Fernsehserie, eine Folge)
- 1963; 1965: Simon Templar (The Saint, Fernsehserie, 2 Folgen)
- 1966: Mit Schirm, Charme und Melone (The Avengers, Fernsehserie, Folge Tödliche Tanzstunde)
- 1967: Before the Fringe (Fernsehserie)
- 1972: Gene Bradley in geheimer Mission (The Adventurer, Fernsehserie, Folge Thrust and counter thrust)